# Lars-Göran Carlsson (fotbollsspelare)
För andra betydelser, se Lars-Göran Carlsson.
Lars-Göran Carlsson, född 11 december 1944, är en svensk före detta fotbollsspelare (anfallare) som representerade Gais säsongen 1970.
Carlsson spelade först i den lilla Mölndalsklubben Brännås BK och därefter i Fässbergs IF, innan han bytte till Skogens IF. Han gick sedan till allsvenska Gais inför säsongen 1970, och spelade denna säsong 21 allsvenska matcher (2 mål) för klubben, som emellertid slutade sist i serien och flyttades ner i division II. Därefter återvände han till Skogen, som också de spelade i division II.
Hösten 1997 valdes Carlsson in i Gais styrelse, och han var även kanslichef i klubben fram till 2003.